# 格洛里 (喬治亞州)
格洛里（英語：Glory）是位於美國喬治亞州貝林縣的一個非建制地區。該地的面積和人口皆未知。

## 地理
格洛里的座標為31°22′05″N 83°08′37″W / 31.36806°N 83.14361°W，而該地的平均海拔高度為74米（即243英尺）。